# K1810VM86
A K1810VM86 – eredeti jelöléssel K1810BM86 – egy szovjet gyártmányú egycsipes 16 bites mikroprocesszor, az Intel 8086 mikroprocesszor klónja. Teljesítménye közel 2 millió művelet másodpercenként, órajele 2-től 5 MHz-ig terjedhet, annak ellenére, hogy a másolás alapjául a 10 MHz-es órajelű 8086-os processzor szolgált. Kifejlesztése 1978-ban történt.
A processzort az ESZR PC sorozat személyi számítógépeibe építették, pl. az EC 1834, A 7100, A 7150 NDK gyártmányú PC-kbe.

## Jellemzők
Az Intel 8086-hoz hasonlóan, a K1810BM86 processzornak is 16 bites adatsíne és 20 bites címsíne van, amely 1 MiB memória címzését teszi lehetővé. 14 regisztere van:
- 4 adatregiszter (AX, BX, CX, DX)
- 4 mutató- és indexregiszter (BP, SP, DI, SI)
- 4 szegmensregiszter (CS, DS, ES, SS)
- 1 utasításmutató (instruction pointer, IP) – amelyet máshol programszámlálóként említenek
- 1 processzor-állapotszó (PSW)

A regiszterek mind 16 bitesek. Az általános adatregiszterek felső és alsó bájtja külön is elérhető, így pl. az AX regiszter felső bájtját AH, az alsó bájtot AL jelöli (assembly nyelven).
A memória az Intel x86 processzoroknál megszokott módon 64 KiB-os szegmensekre van felosztva, és a fizikai címeket ennek figyelembevételével képzi a processzor (a szegmensregiszter és ofszetcím értékekből). A címsín és az adatsín multiplexelt. A processzor címezheti a memóriát és külön a külső eszközöket; a külső eszközök címzése a címsín 16 alacsonyabb helyiértékű bitjével történik. Ezáltal elméletileg 64 K 8 bites vagy 32 K 16 bites külső egység csatlakoztatható. A processzornak vektoros megszakítási rendszere van, amely 256 megszakítási vektort tartalmaz.

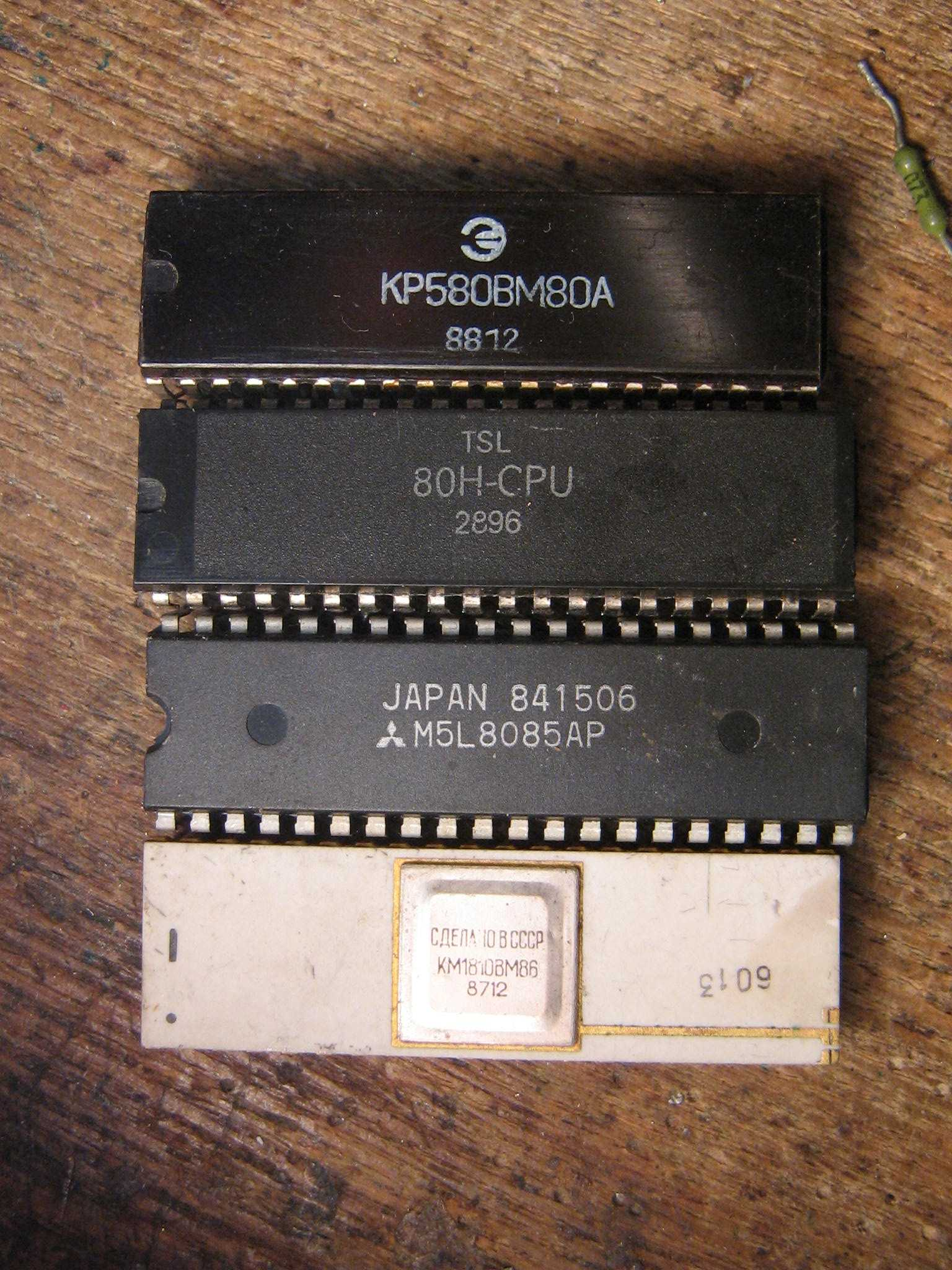
A képen látható mikroprocesszorok (felülről lefelé):
KP580BM80A (i8080 analóg);
80H-CPU (Z80 analóg);
M5L8085AP (i8085 analóg);
KM1810BM86 (kerámiatokban).

A processzorhoz koprocesszorok is kapcsolhatók, így pl. a K1810VM87 jelű matematikai koprocesszor és a K1810VM89 jelű be-/kimeneti processzor.

## Fordítás
Ez a szócikk részben vagy egészben  a   K1810BM86 című angol Wikipédia-szócikk ezen változatának fordításán alapul.  Az eredeti cikk szerkesztőit annak laptörténete sorolja fel. Ez a jelzés csupán a megfogalmazás eredetét és a szerzői jogokat jelzi, nem szolgál a cikkben szereplő információk forrásmegjelöléseként.